# Димитар Поп-Георгієв (професор)
Димитар Поп-Георгієв (мак. Димитар Поп-Георгиев) — македонський і югославський юрист, публіцист і університетський професор.

## Життєпис
Поп-Георгієв народився в Пехчево, де завершив початкову школу. Потім закінчив гімназію і вступив на юридичний факультет. Працював асистентом у новоствореному юридично-економічному факультеті. В 1951 році був вибраний доцентом юридичного факультету «Юстиніан I» — в Скоп'є, з 1962 року — професор.
Є автором численних наукових праць.